# All die verdammt perfekten Tage (Film)
All die verdammt perfekten Tage (Originaltitel: All the Bright Places) ist ein US-amerikanisches Jugend-Filmdrama aus dem Jahr 2020, das auf dem gleichnamigen Roman von Jennifer Niven basiert und erzählt die Geschichte zweier suizidgefährdeter Teenager, die eine Liebesbeziehung eingehen und dabei mit psychischen Problemen zu kämpfen haben.
Der Film wurde am 28. Februar 2020 auf Netflix veröffentlicht.

## Handlung
Die Teenager Theodore Finch und Violet Markey leben in einer kleinen Stadt in Indiana, USA. Violet kommt nicht darüber hinweg, dass ihre Schwester vor neun Monaten bei einem Autounfall ums Leben kam. Sie steht in Selbstmordabsicht auf dem Geländer einer Brücke, als Theodore vorbeikommt. Er kann sie auf charmante Art überreden, wieder herunterzukommen. In der Schule beginnen die beiden eine Gemeinschaftsarbeit im Geographieunterricht, bei der die Schüler in Zweiergruppen schöne Ecken ihres Bundesstaates in einem Referat präsentieren sollen.
Violet taut langsam auf und fährt sogar zum ersten Mal seit dem Unfall wieder in einem Auto, um mit Theodore einen weiter entfernten Ort für das Referat aufzusuchen. Sie reisen zu schönen Plätzen und verlieben sich. Doch Theodore, der in der Schule als Freak bezeichnet wird, hat massive psychische Probleme und verschwindet in seinen depressiven Phasen für Stunden oder Tage. Seine wenigen Freunde akzeptieren das so, in der Schule und in seiner Familie hat er zunehmend Schwierigkeiten damit.
Violet ist sehr besorgt, als er das erste Mal verschwunden ist, und trifft ihn danach bei ihm zu Hause. Thedore ist sehr schroff und schickt Violet weg. Später muss sie entdecken, dass er sich an einem See ertränkt hat. Das Referat hält sie alleine in der Schule und dankt ihm für ihre Rettung.

## Hintergrund
Im Juli 2014 wurde bekannt gegeben, dass die Schauspielerin Elle Fanning die weibliche Hauptrolle in einer Verfilmung des Romans All die verdammt perfekten Tage der Autorin Jennifer Niven spielen wird. Jennifer Niven schrieb zusammen mit Liz Hannah auch das Drehbuch zum Film. Im Juli 2018 wurde Justice Smith als männlicher Hauptdarsteller verpflichtet. Im Oktober 2018 schlossen sich Alexandra Shipp, Keegan-Michael Key, Luke Wilson, Kelli O’Hara, Virginia Gardner, Felix Mallard, Lamar Johnson und Sofia Hasmik der Besetzung des Films an. Die Vertriebsrechte erwarb Netflix. Gedreht wurde der Film 2018 in Cleveland, Ohio.

## Synchronisation
Die deutsche Synchronisation übernahm die RRP Media UG in Berlin, nach einem Dialogbuch von Thomas Maria Lehmann unter der Dialogregie von Benjamin Teichmann.
| Rolle          | Schauspieler       | Synchronsprecher   |
| -------------- | ------------------ | ------------------ |
| Theodore Finch | Justice Smith      | Sebastian Kluckert |
| Violet Markey  | Elle Fanning       | Jodie Blank        |
| Kate           | Alexandra Shipp    | Mia Diekow         |
| Embry          | Keegan-Michael Key | Dennis Schmidt-Foß |
| James          | Luke Wilson        | Marcus Off         |
| Sheryl         | Kelli O’Hara       | Antje von der Ahe  |
| Roamer         | Felix Mallard      | Vincent Borko      |
| Amanda         | Virginia Gardner   | Victoria Frenz     |
| Charlie        | Lamar Johnson      | Tobias Schmidt     |
| Brenda         | Sofia Hasmik       | Alice Bauer        |

## Rezeption
In den englischsprachigen Medien fand der Film eine wohlwollende Aufnahme. Basierend auf der Auswertung von 40 Kritiken weist Rotten Tomatoes eine Zustimmungsquote von 65 Prozent aus (Stand April 2024).
Oliver Armknecht von film-rezensionen.de meinte, der Film „überzeugt durch das Ensemble, einige schöne Momente, sammelt zudem Pluspunkte durch das Bekenntnis zum Tabuthema psychische Schwierigkeiten. Allerdings wird zum Ende unnötig […] dramatisiert,“ denn hier setze der Film „auf den Überraschungseffekt, was einerseits wirksam ist, aber doch auch irgendwie billig. Das wäre auch ohne den Holzhammer gegangen, ehrlicher, weniger manipulativ. Überhaupt muss es zum Ende hin irgendwie furchtbar schnell gehen, was nicht so gut zu der an und für sich ruhigen Erzählweise passt. Krisen werden erzwungen, damit alles ein Ende findet, dem Thema wird das Drama so nicht gerechnet. Solide ist es aber trotz dieser Mängel, aufgrund der Ernsthaftigkeit“ des Themas.
Bei kino-zeit.de schrieb Lars Dolkemeyer: „‚All die verdammt perfekten Tage‘ ist genauso ärgerlich wie seine Vorgänger (z. B. Das Schicksal ist ein mieser Verräter): Weder eine berührende Geschichte über Jugendliche, die schreckliche Ereignissen in ihrem Leben überstehen, noch eine Geschichte über die Ängste und Hoffnungen des Erwachsenwerdens finden darin ihren Platz. Beliebige Dialoge, die sich in ihrer Belanglosigkeit fast mitsprechen lassen, plätschern über ebenso beliebige Bilder. Das Schicksal familiärer Todesfälle und die Einsamkeit psychischer Erkrankung dienen als Vorwand, um zwei selbstgerechten, privilegierten Figuren irgendeine Existenzberechtigung zu verleihen, die ihre Eindimensionalität aus keiner anderen Quelle zu schöpfen weiß.“